# Estereotípia
|  | Aquest article tracta sobre un comportament repetitiu humà. Si cerqueu un comportament repetitiu en els animals, vegeu «Estereotípia (etologia)». |

Una estereotípia és un moviment repetitiu o ritual de postures o expressions sense una finalitat determinada, però que no tenen el caràcter compulsiu dels tics. Les estereotípies poden ser moviments simples (com el balanceig del cos) o complexos (com les autocarícies, el creuament i descreuament de les cames, o marxar del lloc). Es troben en persones amb discapacitat intel·lectual, trastorns de l'espectre autista (TEA), discinèsia tardana i trastorns del moviments estereotípics, però també es poden trobar en individus neurotípics. Els estudis han mostrat estereotípies associades a alguns tipus d'esquizofrènia. La demència frontotemporal també és una causa neurològica comuna de comportaments repetitius i estereotípics. També es produeixen moviments estereotipats en animals en captivitat.
S'han plantejat diverses causes per a l'estereotípia, i hi ha diverses opcions de tractament disponibles.
L'estereotípia es denomina de vegades stimming (autoestimulació) en l'autisme, sota la hipòtesi que autoestimula un o més sentits. Punding i (més col·loquialment) tweaking són termes relacionats amb l'estereotípia que descriuen un comportament repetitiu causat per l'efecte secundari d'alguns medicaments.
Entre les persones amb degeneració lobular frontotemporal, més de la meitat (60%) tenen estereotípies. El temps d'aparició d'estereotípies en persones amb degeneració lobular frontotemporal pot ser, de mitjana, de 2,1 anys.

## Diferència amb els tics
Les estereotípies, com els tics, són repetitius i periòdics, i augmenten amb diferents sentiments, com la fatiga, estrès, ansietat i l'avorriment. A diferència dels tics, les estereotípies solen començar abans dels tres anys, impliquen més parts del cos, són més rítmiques i menys aleatòries, i s'associen més amb el suport d'una altra activitat en comptes d'impulsos premonitoris. Alguns exemples de tics primerencs són el parpelleig i l'aclariment de la gola, mentre que l'estereotípia més comuna és l'aleteig dels braços, que és l'acció de moure les mans o els braços de manera rítmica.
Les estereotípies no tenen la naturalesa canviant dels tics, que poden augmentar o disminuir, i poden mantenir-se constants durant anys.
Es poden aturar voluntàriament els tics durant breus períodes; en canvi, els nens rares vegades intenten conscientment controlar una estereotípica, encara que se'ls pot distreure amb una altra cosa.

## Causes possibles
Hi ha diverses explicacions possibles per a l'estereotípia, i diferents comportaments estereotipats poden tenir explicacions diferents. Una explicació popular és l'autoestimulació, que es creu que un comportament estereotipat particular té una funció relacionada amb l'entrada sensorial. Altres explicacions inclouen hipòtesis que l'estereotípia descarrega la tensió o expressa una frustració; que comunica una necessitat d'atenció, reforç o estimulació sensorial; que és deguda a l'aprenentatge o a la neuropatologia, o alguna combinació de les dues; o que es tracta d'un comportament normal sense una explicació particular necessària.

## Termes associats
«Punding» és un terme que es va inventar originalment per descriure un comportament complex i prolongat, sense propòsits i estereotipat en els usuaris crònics d'anfetamines; més tard es va descriure en la malaltia de Parkinson. El punding és un impuls per fer tasques mecàniques repetitives, com ara classificar, recollir o muntar i desmuntar objectes. El patiment pot aparèixer en individus amb malaltia de Parkinson tractats amb agents dopaminèrgics com L-dopa.
«Tweaking» és un terme d'argot per a un comportament compulsiu o repetitiu per algú que consumeix metamfetamina o amfetamina.

## Aplicació de la teràpia ocupacional
En alguns casos, els comportaments estereotipats poden afectar l'activitat quotidiana. Per aquest motiu, el terapeuta ocupacional treballa en col·laboració amb l'equip interdisciplinari per reduir la freqüència i intensitat d'aquests quan són problemàtics.

## Estereotípia en animals

Un elefant que exhibeix un moviment estereotipat de moviment de trompa i balanceig del cos

Les estereotípies també es produeixen en animals no humans. Es considera un comportament anormal i de vegades es veu en animals en captivitat, especialment aquells que es mantenen en petits espais amb poques oportunitats de poder realitzar els seus comportaments més habituals. Aquests comportaments són inadaptacions, que impliquen autolesions o una disminució de la seva capacitat reproductora, i en animals de laboratori poden confondre la investigació conductual. Alguns exemples de comportaments estereotipats inclouen moviments rítmics, el balanceig, la natació en cercles, el dormir excessivament, l'automutilació (inclosa l'arrancament de plomes i la neteja excessiva), i mossegar les ungles. El comportament estereotipat a vegades pot ser reduït o eliminat per l'enriquiment ambiental, incloent recintes més grans i més estimulants, formació i introducció d'estímuls (com ara objectes, sons o olors) al medi animal. L'enriquiment ha de variar per mantenir-se efectiu durant tot el temps. També és útil l'allotjament d'animals socials amb altres membres de la seva espècie. Però un cop establerta la conducta, de vegades és impossible d'eliminar a causa d'alteracions en el cervell.
Es troben estereotípies en moltes espècies, incloent primats, ocells i carnívors. Fins a un 40% d'elefants en zoològics mostren conductes estereotipades. Les estereotípies són ben conegudes en els cavalls que es troben als estables, que generalment es desenvolupen a conseqüència del confinament, especialment per un exercici insuficient. Es denominen col·loquialment «vicis d'estable». Presenten un problema a la cura dels cavalls perquè no només provoca danys a la instal·lació per mossegades, coçes i moviments repetitius, sinó que també comporta conseqüències per a la salut per a l'animal si no s'adreça.
Es creu que els comportaments estereotipats són causats, en última instància, per entorns artificials que no permeten que els animals puguin realitzar el seu comportament normal. En comptes de referir-se al comportament com anormal, s'ha suggerit que es descrigui com «comportament indicatiu d'un entorn anormal». Les estereotipies es correlacionen amb la selecció de resposta de conducta alterada en els ganglis basals. Com que els estereotips són freqüentment vistos com un signe d'angoixa psicològica en els animals, també és una qüestió de benestar animal.
A vegades, el comportament estereotipat pot ser reduït o eliminat per l'enriquiment ambiental, incloent recintes més grans i més estimulants, formació i introducció d'estímuls (com ara objectes, sons o olors) al medi animal. S'ha de variar aquest enriquiment perquè sigui efectiu durant tot el temps. També és útil allotjar animals socials amb altres membres de la seva espècie. Però un cop establerta la conducta, de vegades és impossible d'eliminar a causa d'alteracions en el cervell.

## Nota
1. ↑  Es poden observar comportaments estereotipats en nens que es desenvolupen normalment, però desapareixen amb el temps. Alguns comportaments poden aparèixer de nou en l'adult, entre d'altres motius, durant períodes d'avorriment o estrès.